# Contea di Searcy
La contea di Searcy, in inglese Searcy County, è una contea dello Stato dell'Arkansas, negli Stati Uniti. La popolazione al censimento del 2000 era di 8 261 abitanti. Il capoluogo di contea è Marshall.

## Storia
La contea di Searcy fu costituita nel 1838.